# Tephritis okera
Tephritis okera är en tvåvingeart som först beskrevs av Shinji 1940.  Tephritis okera ingår i släktet Tephritis och familjen borrflugor. Inga underarter finns listade i Catalogue of Life.